# Omari Glasgow
Omari Nkosi Matthew Glasgow (Georgetown, 22 novembre 2003) è un calciatore guyanese, attaccante del Chicago Fire II e della nazionale guyanese.

## Carriera

### Club
Dopo alcuni stagione trascorse in patria con le maglie di Buxton United e Fruta Conquerors, il 24 marzo 2022 viene acquistato dal Chicago Fire, che lo aggrega alla squadra riserve.

### Nazionale
Ha giocato nelle nazionali giovanili guyanesi Under-17 ed Under-20.
Il 30 marzo 2021 ha esordito con la nazionale maggiore guyanese, giocando l'incontro vinto per 4-0 contro le Bahamas, valido per le qualificazioni al campionato mondiale di calcio 2022; nell'occasione ha anche segnato il suo primo gol in nazionale. Tra il 2021 ed il 2022 continua poi a giocare regolarmente da titolare con la nazionale guyanese.

## Statistiche

### Presenze e reti nei club
Statistiche aggiornate al 20 ottobre 2024.
| Stagione               | Squadra                | Campionato             | Campionato | Campionato | Coppe nazionali | Coppe nazionali | Coppe nazionali | Coppe continentali | Coppe continentali | Coppe continentali | Altre coppe | Altre coppe | Altre coppe | Totale | Totale |
| Stagione               | Squadra                | Comp                   | Pres       | Reti       | Comp            | Pres            | Reti            | Comp               | Pres               | Reti               | Comp        | Pres        | Reti        | Pres   | Reti   |
| ---------------------- | ---------------------- | ---------------------- | ---------- | ---------- | --------------- | --------------- | --------------- | ------------------ | ------------------ | ------------------ | ----------- | ----------- | ----------- | ------ | ------ |
| 2022                   | Chicago Fire II        | MNP                    | 15         | 5          |                 | -               | -               |                    | -                  | -                  |             | -           | -           | 15     | 5      |
| 2023                   | Chicago Fire II        | MNP                    | 21+1       | 5+0        |                 | -               | -               |                    | -                  | -                  |             | -           | -           | 22     | 5      |
| 2024                   | MNP                    | 21+2                   | 5+0        | USOC       | 2               | 0               |                 | -                  | -                  |                    | -           | -           | 25          | 5      |        |
| Totale Chicago Fire II | Totale Chicago Fire II | Totale Chicago Fire II | 57+3       | 15+0       |                 | 2               | 0               |                    | -                  | -                  |             | -           | -           | 62     | 15     |
| 2024                   | Chicago Fire           | MLS                    | 2          | 0          |                 | -               | -               |                    | -                  | -                  | LC          | 1           | 0           | 3      | 0      |
| Totale carriera        | Totale carriera        | Totale carriera        | 60         | 15         |                 | 2               | 0               |                    | -                  | -                  |             | -           | -           | 62     | 15     |

### Cronologia presenze e reti in nazionale
| Cronologia completa delle presenze e delle reti in nazionale ― Guyana | Cronologia completa delle presenze e delle reti in nazionale ― Guyana | Cronologia completa delle presenze e delle reti in nazionale ― Guyana | Cronologia completa delle presenze e delle reti in nazionale ― Guyana | Cronologia completa delle presenze e delle reti in nazionale ― Guyana | Cronologia completa delle presenze e delle reti in nazionale ― Guyana | Cronologia completa delle presenze e delle reti in nazionale ― Guyana | Cronologia completa delle presenze e delle reti in nazionale ― Guyana |
| Data                                                                  | Città                                                                 | In casa                                                               | Risultato                                                             | Ospiti                                                                | Competizione                                                          | Reti                                                                  | Note                                                                  |
| --------------------------------------------------------------------- | --------------------------------------------------------------------- | --------------------------------------------------------------------- | --------------------------------------------------------------------- | --------------------------------------------------------------------- | --------------------------------------------------------------------- | --------------------------------------------------------------------- | --------------------------------------------------------------------- |
| 30-3-2021                                                             | Santo Domingo                                                         | Guyana                                                                | 4 – 0                                                                 | Bahamas                                                               | Qual. Mondiali 2022                                                   | 1                                                                     | 70’ 86’                                                               |
| 4-6-2021                                                              | Basseterre                                                            | Saint Kitts e Nevis                                                   | 3 – 0                                                                 | Guyana                                                                | Qual. Mondiali 2022                                                   | -                                                                     |                                                                       |
| 8-6-2021                                                              | Basseterre                                                            | Guyana                                                                | 0 – 2                                                                 | Porto Rico                                                            | Qual. Mondiali 2022                                                   | -                                                                     | 65’                                                                   |
| 3-7-2021                                                              | Fort Lauderdale                                                       | Guatemala                                                             | 4 – 0                                                                 | Guyana                                                                | Qual. Gold Cup 2021                                                   | -                                                                     | 57’                                                                   |
| 1-2-2022                                                              | Paramaribo                                                            | Suriname                                                              | 2 – 1                                                                 | Guyana                                                                | Amichevole                                                            | -                                                                     | 73’                                                                   |
| 28-3-2022                                                             | Port of Spain                                                         | Barbados                                                              | 0 – 5                                                                 | Guyana                                                                | Amichevole                                                            | 2                                                                     | 59’                                                                   |
| 30-3-2022                                                             | Port of Spain                                                         | Trinidad e Tobago                                                     | 1 – 1                                                                 | Guyana                                                                | Amichevole                                                            | -                                                                     | 61’                                                                   |
| 5-6-2022                                                              | Santo Domingo                                                         | Montserrat                                                            | 1 – 2                                                                 | Guyana                                                                | CONCACAF Nations League 2022-2023 - Fase a gironi                     | 2                                                                     | 79’                                                                   |
| 7-6-2022                                                              | Leonora                                                               | Guyana                                                                | 2 – 1                                                                 | Bermuda                                                               | CONCACAF Nations League 2022-2023 - Fase a gironi                     | 1                                                                     |                                                                       |
| 11-6-2022                                                             | Leonora                                                               | Guyana                                                                | 2 – 6                                                                 | Haiti                                                                 | CONCACAF Nations League 2022-2023 - Fase a gironi                     | -                                                                     | 29’ 84’                                                               |
| 15-6-2022                                                             | Santo Domingo                                                         | Haiti                                                                 | 6 – 0                                                                 | Guyana                                                                | CONCACAF Nations League 2022-2023 - 1º turno                          | -                                                                     | 64’                                                                   |
| 25-3-2023                                                             | Hamilton                                                              | Bermuda                                                               | 0 – 2                                                                 | Guyana                                                                | CONCACAF Nations League 2022-2023 - 1º Turno                          | -                                                                     |                                                                       |
| 29-3-2023                                                             | Waterford                                                             | Guyana                                                                | 0 – 0                                                                 | Montserrat                                                            | CONCACAF Nations League 2022-2023 - 1º Turno                          | -                                                                     |                                                                       |
| 18-6-2023                                                             | Fort Lauderdale                                                       | Guyana                                                                | 1 – 1 (6 - 4 dtr)                                                     | Grenada                                                               | Qual. Gold Cup 2023                                                   | 1                                                                     |                                                                       |
| 20-6-2023                                                             | Fort Lauderdale                                                       | Guadalupa                                                             | 2 – 0                                                                 | Guyana                                                                | Qual. Gold Cup 2023                                                   | -                                                                     |                                                                       |
| 9-9-2023                                                              | North Sound                                                           | Antigua e Barbuda                                                     | 1 – 5                                                                 | Guyana                                                                | CONCACAF Nations League 2023-2024 - Fase a gironi                     | 3                                                                     |                                                                       |
| 13-9-2023                                                             | Georgetown                                                            | Guyana                                                                | 3 – 2                                                                 | Bahamas                                                               | CONCACAF Nations League 2023-2024 - 1º turno                          | 1                                                                     | 84’                                                                   |
| 14-10-2023                                                            | Basseterre                                                            | Porto Rico                                                            | 1 – 3                                                                 | Guyana                                                                | CONCACAF Nations League 2023-2024 - 1º turno                          | 1                                                                     | 86’                                                                   |
| 17-10-2023                                                            | Basseterre                                                            | Guyana                                                                | 3 – 1                                                                 | Porto Rico                                                            | CONCACAF Nations League 2023-2024 - 1º turno                          | 1                                                                     |                                                                       |
| 21-11-2023                                                            | Santo Domingo                                                         | Guyana                                                                | 6 – 0                                                                 | Antigua e Barbuda                                                     | CONCACAF Nations League 2023-2024 - 1º turno                          | 1                                                                     | 46’                                                                   |
| 21-3-2024                                                             | Jeddah                                                                | Capo Verde                                                            | 1 – 0                                                                 | Guyana                                                                | Amichevole                                                            | -                                                                     |                                                                       |
| 26-3-2024                                                             | Jeddah                                                                | Guyana                                                                | 4 – 1                                                                 | Cambogia                                                              | Amichevole                                                            | 2                                                                     | 81’                                                                   |
| 6-6-2024                                                              | Panama                                                                | Panama                                                                | 2 – 0                                                                 | Guyana                                                                | Qual. Mondiali 2026                                                   | -                                                                     |                                                                       |
| 11-6-2024                                                             | Wildey                                                                | Guyana                                                                | 3 – 1                                                                 | Belize                                                                | Qual. Mondiali 2026                                                   | -                                                                     |                                                                       |
| 5-9-2024                                                              | Leonora                                                               | Guyana                                                                | 1 – 3                                                                 | Suriname                                                              | CONCACAF Nations League 2024-2025 - 1º turno                          | 1                                                                     | 69’                                                                   |
| 11-10-2024                                                            | Leonora                                                               | Guyana                                                                | 1 – 3                                                                 | Guatemala                                                             | CONCACAF Nations League 2024-2025 - 1º turno                          | -                                                                     |                                                                       |
| 15-10-2024                                                            | Paramaribo                                                            | Suriname                                                              | 5 – 1                                                                 | Guyana                                                                | CONCACAF Nations League 2024-2025 - 1º turno                          | -                                                                     |                                                                       |
| 15-11-2024                                                            | Waterford                                                             | Barbados                                                              | 1 – 4                                                                 | Guyana                                                                | CONCACAF Nations League 2024-2025 - Spareggi                          | 2                                                                     |                                                                       |
| 19-11-2024                                                            | Georgetown                                                            | Guyana                                                                | 5 – 3                                                                 | Barbados                                                              | CONCACAF Nations League 2024-2025 - Spareggi                          | 1                                                                     | 73’                                                                   |
| 21-3-2025                                                             | Bridgetown                                                            | Guyana                                                                | 3 – 2                                                                 | Guatemala                                                             | Qual. Gold Cup 2025                                                   | -                                                                     | 73’ 77’                                                               |
| 25-3-2025                                                             | Città del Guatemala                                                   | Guatemala                                                             | 2 – 0                                                                 | Guyana                                                                | Qual. Gold Cup 2025                                                   | -                                                                     | 86’                                                                   |
| 6-6-2025                                                              | Managua                                                               | Nicaragua                                                             | 1 – 0                                                                 | Guyana                                                                | Qual. Mondiali 2026                                                   | -                                                                     |                                                                       |
| 10-6-2025                                                             | Leonora                                                               | Guyana                                                                | 3 – 0                                                                 | Montserrat                                                            | Qual. Mondiali 2026                                                   | 1                                                                     |                                                                       |
| Totale                                                                |                                                                       | Presenze                                                              | 33                                                                    |                                                                       | Reti                                                                  | 21                                                                    |                                                                       |